# Higher (Star Pilots-låt)

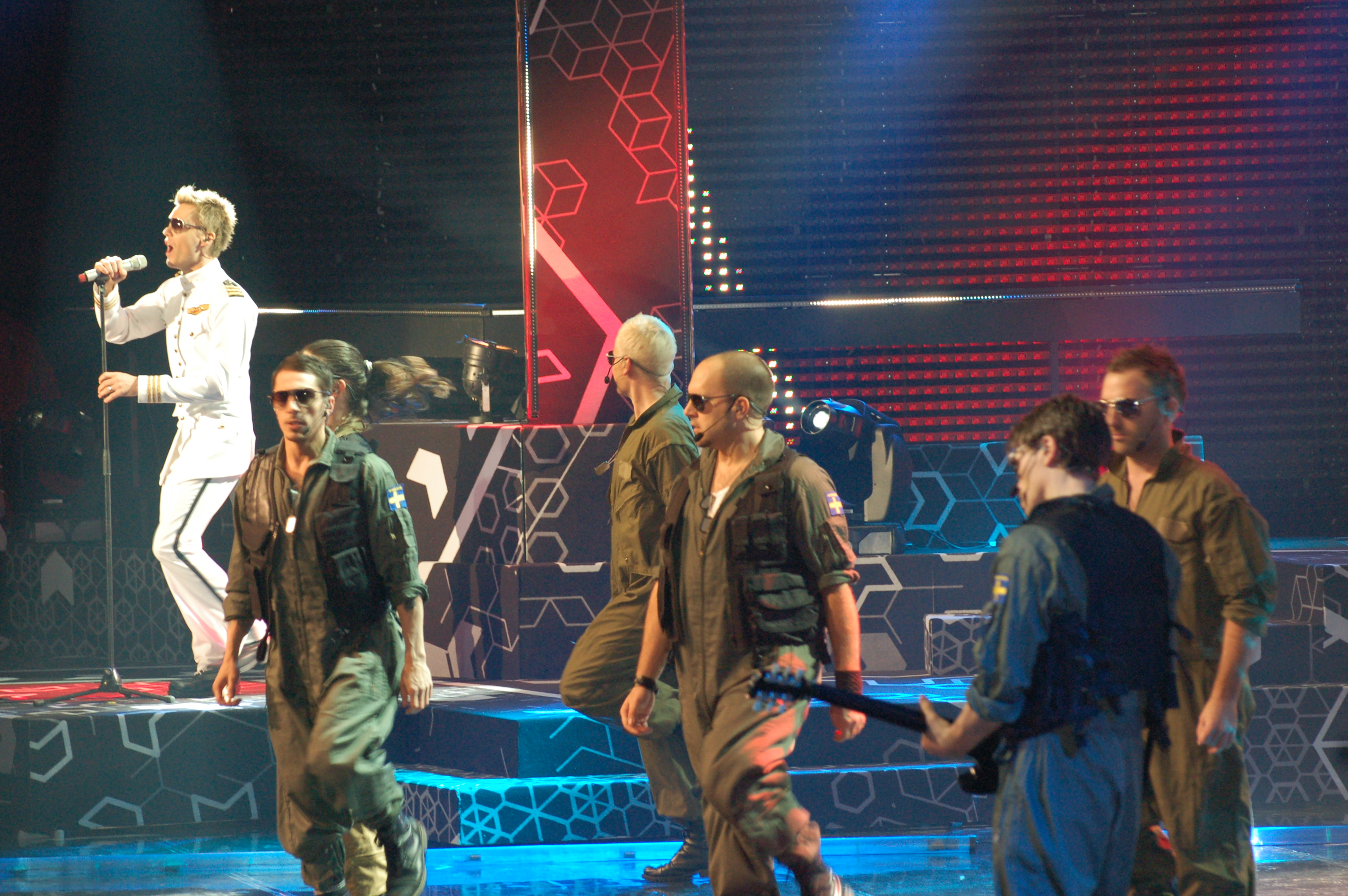
Star Pilots med låten Higher i Melodifestivalen 2009.

Higher är en poplåt skriven av Johan Fjellström, Joakim Udd och Johan Becker, och framförd av Star Pilots i Melodifestivalen 2009. Låten deltog i den fjärde deltävlingen i Malmö Arena den 28 februari 2009, och gick vidare till andra chansen där den dock slogs ut.
Singeln gick in på den svenska singellistan.
Låten anklagades av Aftonbladets läsare för stora likheter med Boy Meets Girls låt Waiting For a Star to Fall från 1988, Jenny "Velvet" Petterssons låt Take My Body Close från 2008 samt Survivors låt Eye of the Tiger från 1982.

## Listplaceringar
| Lista (2009) | Topplacering |
| ------------ | ------------ |
| Sverige      | 6            |